# Photomaton (chanson)
Photomaton est le premier single du groupe français Jabberwocky. La chanteuse Élodie Wildstars participe à la chanson. 
La chanson est choisie en 2013 comme habillage sonore de la campagne publicitaire pour la Peugeot 208.

## Classements
| Classements (2013-14)                   | Meilleure position |
| --------------------------------------- | ------------------ |
| Allemagne (Media Control AG)            | 95                 |
| Belgique (Wallonie Ultratop 50 Singles) | 20                 |
| France (SNEP)                           | 2                  |
| Suisse (Schweizer Hitparade)            | 10                 |